# Lijst van rijksmonumenten in Heerewaarden
De plaats Heerewaarden telt 10 inschrijvingen in het rijksmonumentenregister. Hieronder een overzicht.
| Object                                                                         | Oorspronkelijke functie?  | Bouwjaar                                | Architect   | Locatie                    | Coördinaten?                  | Nr.?   | Afbeelding               |
| ------------------------------------------------------------------------------ | ------------------------- | --------------------------------------- | ----------- | -------------------------- | ----------------------------- | ------ | ------------------------ |
| Nederlands Hervormde kerk                                                      | Vanwege onderdelen kerk   | 1849                                    |             | Hogestraat 20              | 51° 49' 3" NB, 5° 23' 41" OL  | 21200  | Meer afbeeldingen        |
| Nieuw Fort St. Andries                                                         | Fort, vesting en -onderdl | 1815-1816                               |             | Sluis Sint Andries 1 (bij) | 51° 47' 59" NB, 5° 21' 27" OL | 21201  | Meer afbeeldingen        |
| Dwarshuis met verdieping op T-vormige plattegrond                              | Boerderij                 | eerste helft 19e eeuw                   |             | Hogestraat 13              | 51° 49' 5" NB, 5° 23' 43" OL  | 21202  | Meer afbeeldingen        |
| Boerderij op T-vormige plattegrond. Vensters met luiken en zesruitsschuiframen | Boerderij                 | eerste helft 19e eeuw                   |             | Hogestraat 14              | 51° 49' 5" NB, 5° 23' 39" OL  | 21203  | Meer afbeeldingen        |
| T-Boerderij met voorhuis                                                       | Boerderij                 | 1889 (voorhuis)                         |             | Voorne 13                  | 51° 49' 30" NB, 5° 24' 27" OL | 523784 | T-Boerderij met voorhuis |
| Personeelswoning met stal                                                      | Dienstwoning              | tweede helft 19e eeuw (met oudere kern) |             | Voorne 13                  | 51° 49' 30" NB, 5° 24' 27" OL | 523785 | Upload foto              |
| Erfafscheiding bestaande uit een bakstenen muur en toegangshek                 | Tuin, park en plantsoen   | 1900                                    |             | Voorne 13                  | 51° 49' 33" NB, 5° 24' 29" OL | 523786 | Upload foto              |
| "Het Uilennest" met hekwerk                                                    | Woonhuis                  | 1905                                    |             | Hogestraat 15              | 51° 49' 5" NB, 5° 23' 43" OL  | 523792 | Meer afbeeldingen        |
| Transformaterhuisje                                                            | Nutsbedrijf               | 1921                                    | G. Versteeg | Hogestraat 22              | 51° 49' 3" NB, 5° 23' 41" OL  | 523793 | Transformaterhuisje      |
| Tuinhuisje                                                                     | Tuin, park en plantsoen   | ca. 1900                                |             | Voorne bij 13              | 51° 49' 33" NB, 5° 24' 29" OL | 526019 | Upload foto              |